# Les Corvées-les-Yys
Les Corvées-les-Yys är en kommun i departementet Eure-et-Loir i regionen Centre-Val de Loire strax norr om centrala Frankrike. Kommunen ligger i kantonen La Loupe som tillhör arrondissementet Nogent-le-Rotrou. År 2022 hade Les Corvées-les-Yys 327 invånare.

## Befolkningsutveckling
Antalet invånare i kommunen Les Corvées-les-Yys
Referens:INSEE